# Ctenitis minutiloba
Ctenitis minutiloba är en träjonväxtart som beskrevs av Holtt. Ctenitis minutiloba ingår i släktet Ctenitis och familjen Dryopteridaceae. Inga underarter finns listade.